# Довічне позбавлення волі у Швеції
Довічне ув'язнення у Швеції - це термін позбавлення волі за невизначену тривалість. Шведське законодавство стверджує, що найжорстокішим покаранням є "в'язниця на 10 (18 у випадку вбивства) років або життя".   Проте, ув'язнені можуть звернутися до уряду з проханням про помилування, а їхнє довічне ув'язнення замінити на певну кількість років, після чого  застосовуються  стандартні нормативи про шведське звільнення. Злочинці віком до 21 року у день скоєння злочину не можуть бути засуджені до довічного ув'язнення. 

## Історія та статистика
Вирок довічного ув'язнення був введений в 1734 році, і король був єдиним, хто міг помилувати засудженого за життя. Пізніше уряд також отримав таку можливість. Після скасування смертної кари у мирний час у 1921 році довічне ув'язнення стало найсуворішим покаранням.
У жовтні 2015 року 142 ув'язнених відбували довічне покарання у Швеції,  всі вони, за винятком одного, були засуджені за вбивство (включаючи допомогу у здійсненні злочину, замах і підбурювання до вбивства). Один з них був засуджений за геноцид (Stanislas Mbanenande). Сім із тих, хто відбував довічне ув'язнення, були жінками. 

### Найбільші терміни ув'язнення
У 2006 році засуджений вбивця Лейф Пітерс помер у психіатричній лікарні  після 39 років ув'язнення. Станом на 2011 рік Лейф Акммір, який в 1982 році вбив свою колишню подругу Улла-Брітт Якобссон і її нову наречену Томмі Ларссон, провів майже три десятиліття у в'язниці. Він має найдовший термін ув'язнення, який ще триває   .Протягом терміну  ув'язнення подав усього 11 апеляцій. Одна з апеляцій  (у 2010 році) мала успіх. За рішенням суду Лейф Акммір повинен бути звільнений у 2013 році, проте апеляція була оскаржена і пізніше  скасована  Верховним судом Швеції   

## Пом'якшення вироку
Зростання критики довічного покарання  з боку  ув'язнених і жертв призвело до перегляду  існуючої практики, і в 2006 році був прийнятий новий закон, який надав в'язням право клопотати про  зменшення терміну  перебування за ґратами. Проте ув'язнений повинен відбути не менше 10 років у в'язниці , а покарання за злочин не могло бути меншим 18 років, тобто найдовше визначене покарання, дозволене за шведським законодавством. 
При винесенні рішення районний суд Еребру враховує злочин, поведінку ув'язненого у в'язниці, громадську безпеку та можливість реабілітації. Однак деякі ув'язнені ніколи не можуть бути звільнені, якщо їх вважають занадто небезпечними. З тих, хто отримав покарання за новим законом, вироки становили від 25 до 31 року. У 2007 році Верховний суд Швеції постановив, що десять років ув'язнення повинні скасовувати довічне ув'язнення як "загальний варіант" за умисне вбивство. 

## Помітні приклади
- Матіас Флінк - Масовий вбивця
- Джон "Лазерний Людина" Аузоній - Вбивство і спроба вбивства
- Томмі Зетрей - Серійний вбивця
- Джекі Аркльов - вбивця поліцейських,  також засуджений за злочини проти людства
- Андерс Еклунд - вбивця і ґвалтівник
- Стиг Берглінг - засуджений за шпигунство
- Stig Wennerström - Засуджений  за зраду
- Mijailo Mijailović - засуджений за вбивство Анни Лінд
- Пітер Манг - вбивство і спроба серійного вбивства